# Impact Digital Media Championship
Het Impact Digital Media Championship is een professioneel worstelkampioenschap dat gecreëerd werd en eigendom is van de Amerikaanse worstelorganisatie Impact Wrestling.

## Geschiedenis
Op 30 september 2021, op een aflevering Impact!, introduceerde het bedrijf dat er een toernooi aankwam waarbij de uiteindelijke winnaar betwist werd bij het evenement Bound for Glory. De titel wordt beschouwd als een secundaire titel, vergelijkbaar met de World Television Championship in andere promoties. De titel is voor zowel de mannelijke als vrouwelijke worstelaars.

## Titel geschiedenis
| Nr. | Kampioen       | # | Datum           | Stad                  | Evenement       | Opmerkingen |
| --- | -------------- | - | --------------- | --------------------- | --------------- | --- |
| 1   | Jordynne Grace | 1 | 23 oktober 2021 | Sunrise Manor, Nevada | Bound for Glory | Won van Chelsea Green, Crazzy Steve, Fallah Bahh, John Skyler en Madison Rayne in de toernooifinale om de inaugurele kampioen te worden. |